# Bussin
Bussin è un singolo della rapper trinidadiana Nicki Minaj e del rapper statunitense Lil Baby, pubblicato l'11 febbraio 2022 come secondo estratto dalla prima raccolta di Minaj Queen Radio: Volume 1.